# Manolo Trillo
Manuel José Trillo Losa, (Madrid, 1960 – Bahía de Caráquez, 13 de febrero de 1998) más conocido como Manolo Trillo, fue un activista LGTB y por los derechos y la no discriminación de las personas con VIH/sida. Fue uno de los fundadores del Colectivo Gay de Madrid (COGAM) y del Comité Ciudadano Anti-Sida de Madrid. Educador en la calle de drogodependientes y conferenciante en numerosas campañas de prevención del sida. Considerado, además, una de las primeras personas abiertamente gay en hablar de su condición serológica en los medios de comunicación. Estuvo también implicado en otras causas que afectaban a diferentes grupos sociales vulnerables.

## Inicios
Nacido en Madrid en 1960, no pudo beneficiarse de la vacuna contra la poliomielitis, lo que le dejó una pequeña discapacidad que, por otra parte, nunca le frenó y con la que aprendió a vivir plenamente.
Cristiano y creyente, decidió seguir su vocación de sacerdote e inició sus estudios en el seminario; no obstante, en 1983 salió porque, según él, “tenía vocación de sacerdote, pero no de célibe”. De haber continuado con su formación religiosa, Trillo tenía claro que, tras haberse ordenado sacerdote, su futuro habría estado en Nicaragua como misionero
Desde muy joven y motivado por su carácter altruista y empático, participó en organizaciones que velaban por los derechos de las personas LGTB y de las personas con VIH/sida. Al no estar remunerado ninguno de estos trabajos, tenía que compaginar su intensa lucha como activista social con la venta de cupones de la Asociación de Promoción de Empleo al Minusválido y de la ONCE, con los que se ganaba el sustento.

## Activismo

### Activismo por los derechos y la no discriminación de las personas con VIH/sida

Lazo rojo, símbolo de solidaridad hacia las personas con VIH/sida

En el año 1985 inició su lucha por los derechos de las personas con VIH/sida, tan solo unos años antes de saber que era portador. Primero desde el Comité Ciudadano Anti-SIDA de Madrid, en cuya fundación colaboró con el también activista LGTB Héctor Anabitarte, y más adelante desde su Grupo de Autoapoyo de portadores del VIH y enfermos de SIDA El Ciempiés. Esta asociación, fundada por Trillo en 1987 e integrada en el Comité Ciudadano Anti-Sida, se convirtió en referente en ciudades como Granada, Tenerife o Valencia. El nombre aludía al animal de múltiples patitas cuyos movimientos son “inconexos y anárquicos”, según Trillo, y que para avanzar necesita que todas sus patitas -miembros- avancen Dichas asociaciones se centraban principalmente en ofrecer apoyo asistencial y constituían en la mayoría de los casos el primer contacto humano y no estigmatizante que tenían las personas con VIH/sida.
En estos grupos, las personas con VIH/sida se reunían una vez a la semana para darse apoyo mutuo y hablar de su cotidianidad -hospitalizaciones, sexo, trabajo, etc.-. Trillo, además, puso en marcha las “Cartas entre nosotros”, una modalidad de contacto destinada a aquellos que fueran más tímidos para que también pudieran compartir sus penas y alegrías. También se planificaban charlas sobre autocuidados, nutrición y salud mental para controlar el estrés o la depresión, ya que para Trillo “la actitud positiva ante la vida y el no derrumbarse ante la enfermedad son importantísimos, más de lo que los médicos se creen” Junto al Comité Anti-Sida de Madrid, Trillo lanzó campañas como “593 10 04, información confidencial y gratuita” a finales de los ochenta para suplir los problemas telefónicos relativos a la transmisión de información que existían en la capital.
A pesar de las dificultades económicas y administrativas que tuvieron desde el Comité Anti-Sida de Madrid para formalizar un contrato de alquiler con el que conseguir un local donde albergar estas reuniones y desarrollar su labor asistencial, Trillo no dudó en atender a la gente desde su propia casa. Incluso hubo un tiempo en que el teléfono del comité era el de su casa antes de conseguir una línea propia.
En la década de los ochenta, las personas con VIH/sida tuvieron que enfrentarse a la exclusión social, y muchas de ellas fueron expulsadas de sus domicilios, de sus trabajos, a la vez que perdían amigos y familiares. Para que estas personas tuvieran un lugar donde poder vivir y evitar así que estuvieran en la calle o murieran en ella, el Comité Ciudadano pidió ayuda a Cáritas Madrid para que estas personas tuvieran un centro donde alojarse. Trillo y sus colaboradores fueron pioneros en impulsar una iniciativa para que se abriera La Casa, que con Biechea en Bilbao, fueron las dos primeras casas para personas con VIH/sida en España, tal y como recuerda Pura Costas, trabajadora en la Casa de Acogida para enfermos de Sida de Cáritas.
Pese a su carácter poco protocolario, la espontaneidad y la desenvoltura de Trillo lo convirtieron en la persona más adecuada para ejercer de portavoz del Comité Ciudadano. Llegó a reunirse con personas del gobierno de Joaquín Leguina, alcalde de Madrid, y con el ministro de Sanidad y Consumo de la época, Julián García Vargas. De este modo, consiguió que se lanzaran campañas de información y prevención y se dotara de más recursos asistenciales a los enfermos También estuvo presente, como representante español, en el III Congreso Internacional de portadores del SIDA, celebrado en Copenhague en mayo de 1989, en el que participaron 14 países. En un artículo en El País de aquel mismo año señaló “la necesidad de que los gobiernos inviertan más dinero en investigación para que se abaraten los costes de los tratamientos contra el SIDA, porque el alto precio que tienen los medicamentos están provocando una discriminación económica de muchos afectados”. Además, consciente de que la realidad del VIH/sida era global, denunciaba en este mismo artículo “que es inaceptable que se atente contra los derechos humanos en nombre de la sanidad pública en Suecia y Cuba -donde los afectados están recluidos en centros especiales- o en Estados Unidos, Canadá, Alemania y Grecia, que han cerrado sus fronteras a los afectados y portadores del VIH”
Desde la asociación Ciempiés, Manuel Trillo asesoró en la creación del primer grupo de autoapoyo del COGAM Entender en Positivo, así como del grupo Nexus -recurso digital que forma también parte del COGAM y que brinda atención a personas LGTB afectadas por el VIH/sida- en 1993.

### Activismo LGTB
Para él todas las causas y reivindicaciones eran las mismas, “menos una, desde que murió Franco". Decía, en relación con la lucha por los derechos LGTB, que “solo nos han quitado la ley de peligrosidad social, pero en lo demás seguimos marginados, hasta el punto de que en el Código Militar los homosexuales atentamos contra el honor militar; no podemos recibir la custodia de hijos nuestros y nos echan de nuestros trabajos. Necesitamos una ley antidiscriminatoria, sobre todo antes de que se dispare la cuestión del SIDA”  

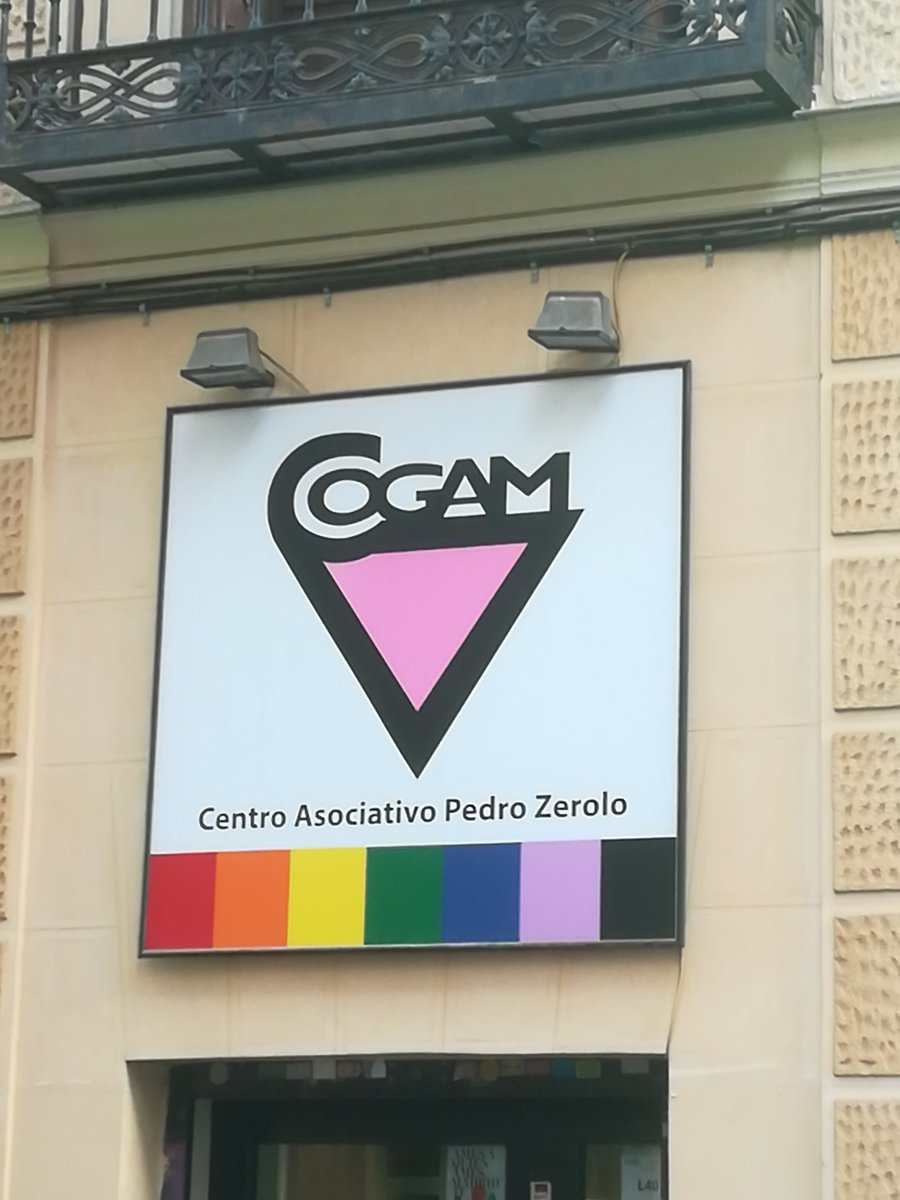
Sede COGAM en Madrid

Consciente de la situación discriminatoria en la que vivían los gais y las lesbianas en aquel momento, empezó a militar en grupos gais de Madrid como AGAMA. También, movido por su vocación activista, se sumó a la coordinadora de Barrios En 1986, se unió a Emilio Gómez Ceto y Rafael Luz Sánchez para crear la primera asociación gay madrileña: Colectivo Gay de Madrid (hoy COGAM) sucesora de alguna manera de la desaparecida AGAMA. Su fundación nace en el contexto de la pandemia del VIH/sida, en el que los viejos frentes de liberación gay fundados en los setenta empezaron a ser sustituidos por asociaciones de carácter más reformista e institucional, y menos revolucionario
La organización echó a andar con una estructura de comisiones de trabajo, consiguiendo la legalización el 29 de septiembre de 1986, firmando su acta fundacional Manolo Trillo, Emilio Gómez Ceto y Rafael Luz. La organización se reunía todos los viernes en asamblea y trataba temas diversos de debate. Entre algunas de sus primeras actividades en el ámbito social destacaron la participación en un curso de agentes de salud sobre el VIH/sida por parte del Ayuntamiento de Madrid en 1987, el reparto de cómics de Nazario en Madrid, ayudas personales a seropositivos, charlas, coordinación con asociaciones de barrio (Madres contra la droga, asociaciones vecinales, etc.), presentación del libro sobre sida, y otras actividades de información y prevención Asociaciones LGTB como COGAM -en Madrid-, Iniciativas Gais -en Barcelona- y EGHAM -en Euskadi- fueron pioneras en ponerse manos a la obra en la cuestión del VIH/sida, especialmente cuando se echaba de menos una actitud más reivindicativa en las organizaciones LGTB, que no quisieron asumir la magnitud de la enfermedad que habitaba ya en la comunidad por temor a que se identificara el VIH/sida con la homosexualidad
En la reunión de la COFLHEE (Coordinadora de Frentes de Liberación Homosexual del Estado Español) de marzo de 1987 se incorporó COGAM como miembro de la reunión. A partir de ese momento, la actividad reivindicativa fue constante: manifestación ante el Ministerio de Justicia por una ley antidiscriminación, creación de manifiestos reivindicativos, cartas de protesta ante posicionamientos homófobos de políticos y medios de comunicación, campañas internacionales por derechos de gais y lesbianas, hermanamientos con grupos nórdicos, jornadas, conferencias de prensa, etc. El primer día internacional por la liberación gay-lesbiana que celebró COGAM fue el 28 de junio de 1987: se publicó un manifiesto rosa para gais y lesbianas, y también se organizaron tres actos ese fin de semana El viernes 26 de junio de ese año se organizó una mesa redonda en el Instituto de la Juventud, con la participación de Manuel Trillo, junto con Fernando Salas, Empar Pineda, Ricardo Usieto, José María Salguero y Rosana Torres. Cada ponente expuso sus puntos de vista sobre la homosexualidad desde las diferentes perspectivas profesionales: derecho, activismo de gais y lesbianas, VIH/sida y periodismo
En noviembre de 1987 se produce la salida de Manuel Trillo del COGAM, provocándose así la primera escisión de la asociación madrileña. Posteriormente fundó la asociación Solidaridad Gai, cuya prioridad era la reivindicación de derechos para gais y la lucha contra el VIH/sida En marzo de 1989 esta nueva asociación sacó su primer número de la revista nocturna de información gay: “Bésame Tonto” Su objetivo era la salud sexual y el trabajo en temas de VIH/sida, también difundieron información del caso de Juan Antonio Reina en Barcelona, que reclamaba una indemnización por la muerte de su compañero, trabajador de una guardería municipal Como portavoz de Solidaridad Gai, Trillo denunció abusos policiales cometidos contra pubs gais de Chueca en la noche del 6 al 7 de abril de 1989. Trillo consideró que la operación policial se trataba de un registro ilegal, ya que la policía no presentó ninguna orden. “Las fuerzas del orden irrumpieron en varios locales (...) obligando a encender las luces de los locales mientras fotografiaban las máquinas expendedoras de preservativos, pósters, otros objetos e incluso a clientes del local, llegando a detener a un camarero por el hecho de ser extranjero, aunque sus papeles estaban en regla”
El 24, 25 y 26 de noviembre de 1989 se realizó el III Congreso Español de Sexología en el Hotel Velázquez de Madrid, convocado por la Federación Española de Sociedades de Sexología y patrocinado por el Ministerio de Asuntos Sociales y la Federación Europea de Sexología. En la primera mesa redonda de este congreso, participó Manuel Trillo, bajo el título “Terapia y derecho en relación a la marginación y la sexualidad”.

### Visibilidad en los medios de comunicación
Abiertamente homosexual y como persona VIH positivo fue uno de los primeros en enfrentar el estigma social y el primero en aparecer en medios de comunicación. Siempre trató de ofrecer una imagen vitalista demostrando que se podía disfrutar de la vida, en las condiciones en las que lo permitiera la enfermedad. A comienzos de los noventa aparecen varios artículos suyos en periódicos o en publicaciones de ámbito sociosanitario. Concedió a su vez entrevistas para la prensa generalista y para programas de televisión: participó, por ejemplo, en el programa de TVE Hablemos de sexo en 1990 y en el reportaje "Vida en positivo", emitido en Informe Semanal, de 1991.
“En los locales de la calle Sandoval, sede del Comité Ciudadano Anti Sida, a mediados de 1988, comenzamos a reunirnos habitualmente personas portadoras del VIH y enfermos de SIDA. Poco a poco se fue estructurando un grupo al que llamamos CIEMPIÉS. Participan en el mismo personas muy diversas, mujeres y hombres, jóvenes y no tan jóvenes, con diferentes prácticas de riesgo y procedencia social. En definitiva, con historias distintas como la vida misma.
Un día descubrimos que el Ciempiés empezaba a andar y las iniciativas comenzaron a sucederse: excursiones, teatro, visitas a hospitales y domicilios y ¿Por qué no? También ligues. El Ciempiés no desea constituir un nuevo gueto, sino ser un espacio en el que no haya lugar para limitaciones impuestas desde “afuera”, un lugar donde podemos hacernos fuertes para seguir nuestra cotidianeidad de siempre sin tener que dar explicaciones.

Es necesario, por tanto, fijar claramente nuestros derechos, los mismos que garantiza la constitución en su artículo 14 y que resulta conveniente recordar: “Los españoles son iguales ante la Ley, sin que pueda prevalecer discriminación alguna por razón de nacimiento, raza, sexo, religión, opinión o cualquier otra condición o circunstancia personal o social”. (Manuel Trillo. Hablemos del SIDA - Publicación de información sociosanitaria. n.º 1, 1990)
“Me acuerdo que al principio era incapaz de acostarme con nadie por miedo a contagiar. Y luego me tiré una buena época que solamente, cuando me enrollaba con alguna persona, intentaba que fuera portadora. Luego, ya ves, las cosas surgen y de pronto apareció Jesús [bajo identidad oculta, Gerardo Gutiérrez]; él no era enfermo ni nada; le conté lo que había y él decidió seguir para adelante, yo decidí seguir para adelante, y llevamos un año perfectamente. (…) Tienes dos posibilidades: estar amargado y tener el sida o vivir lo mejor posible y tener el sida. Entonces tienes que elegir entre una de las dos. Lo que no vas a variar es lo del sida” (Manuel Trillo, reportaje “Vivir en positivo”, Informe Semanal, 29 de junio de 1991 [transcripción])
“A estas alturas nadie discute que, de momento, la única forma de parar la transmisión del VIH es la prevención. Pero para que los ciudadanos de a pie lleguen a concienciarse de que tienen que poner en práctica las medidas de prevención (usar preservativo en toda penetración anal y vaginal, no ingerir semen o flujo vaginal, no compartir jeringuillas y evitar el embarazo si se es portadora del VIH) es necesario algo más que esporádicas campañas informativas en los medios de comunicación. Estas campañas informativas deben ser complementadas con programas de prevención continuada que requieren un esfuerzo humano y económico. En nuestro país el peso de estos programas recae principalmente en Organizaciones No Gubernamentales -como el Comité Ciudadano Anti-Sida- que suplen la falta de recursos de buena voluntad (…). Además, hay que tener en cuenta un factor muy importante y es que la prevención del sida pasa por la modificación de una serie de hábitos tan íntimos y arraigados como son los sexuales y los relacionados con el uso de drogas. Es decir, la información sola no basta, es necesario también un esfuerzo educativo (…). La prevención continuada requiere, como ya se ha dicho antes, un esfuerzo económico y humano, además de una decidida voluntad política de llevarla adelante. Solo si se invierte en prevención se podrá en el futuro ahorrar en gastos sanitarios. (…)  Es cierto que hay algunas experiencias aisladas de programas de prevención continuada con buenos resultados pero, después de casi trece años desde que se definió el Síndrome de Inmunodeficiencia Adquirida (sida), las experiencias piloto, las políticas de «pasito a pasito» no son suficientes y se hace necesario, de una vez por todas, llevar los programas de prevención hasta el último rincón del país y esto no puede esperar a mañana, hay que hacerlo ya porque, como muy bien sabemos aquellos que somos portadores del VIH, el factor tiempo juega un papel muy importante no sólo en la prevención sino también en el proceso en el que como portadores o enfermos de sida estamos inmersos. Y digo proceso, porque en contra de lo que muchos piensan, ser diagnosticado como portador del VIH no supone una sentencia de muerte sino que tenemos muchos años por delante, años en los que tenemos que cuidarnos para ganarle tiempo al tiempo y estar aquí cuando por fin aparezca ese tratamiento maravilloso que nos saque a todos de este barco en el que nos encontramos y al que no deseamos que suba nadie más”. (Manuel Trillo, "No podemos perder más tiempo", en Suplemento Salud El Mundo, n.º 98, 10 de marzo de 1994)

## Otros activismos
Abordó la lucha en favor de los derechos de las personas con VIH/sida desde una perspectiva transversal. Trabajó por la información, la prevención, y la educación sanitaria y la superación de prejuicios hacia personas con VIH/sida y otros colectivos marginados -defendiendo su imagen y dignidad-, así como para que se dejase de usar la expresión “grupos de riesgo” por la de “prácticas de riesgo”. Aprovechó su altavoz para condenar la imagen que el código visual serófobo de los medios generalistas estaba ofreciendo de los cuerpos de las personas con VIH/sida. Por ejemplo, tras unas impactantes imágenes emitidas en el programa de TVE Hablemos de sexo de 1990, Manuel Trillo denunció en unas declaraciones para El País que el programa fue: “horroroso. El antiprograma de sida que tiene que hacerse. Esa noche nos llamaron muchos enfermos y portadores totalmente angustiados. Se ha desinformado a la gente transmitiendo la imagen del sida igual a muerte". Tampoco ocultaba su rechazo o crítica ante las acciones que emprendían otras asociaciones, que utilizaban los cuerpos de las personas con VIH/sida en manifestaciones para presionar a las instituciones. “Por muy difícil que fuera la situación”, aseguraba Trillo en unas declaraciones para Servimedia, “en un día tan frío como hoy no sacaríamos enfermos con suero a la calle. Nuestra organización no quiere mártires”, denunciando así la manifestación de un grupo de la asociación ADEPOS ante el Ministerio de Asuntos Sociales y el de Sanidad y Consumo.
Ejerció como educador de calle de trabajadores sexuales y drogodependientes. Se peleó por los casos de niños y niñas que eran excluidos de la escuela por ser seropositivos y por derrocar la carga negativa, el rechazo social y el estigma de cualquier persona con VIH/sida. Esta preocupación por los demás, especialmente por los más vulnerables, la entendía como parte de su dimensión espiritual como cristiano: “Necesito realizar trabajos sociales y preocuparme por mis semejantes. No lo hago como una proyección del sacerdocio, sino como una labor normal y concreta de un cristiano de a pie”. Sin embargo, Trillo también era consciente de los prejuicios de la sociedad, con la que mostraba una actitud crítica: “Es muy difícil hablar de reinsertar a alguien en la sociedad que no tiene la cara muy limpia. La libertad política puede que haya llegado, pero la libertad sexual no”.
Trillo se consideraba cristiano y estuvo muy vinculado a los movimientos de la teología de la liberación, llegando a colaborar con el cura Enrique de Castro, “el cura de los pobres”. Trillo, como activista y como ciudadano, representaba a una generación desencantada con la conservadora Iglesia católica, adoptando una posición crítica, pero sin llegar a abrazar las teorías revolucionarias de sus antecesores que buscaban hacer desaparecer la institución. Él mismo afirmaba que: “Soy cristiano, porque creo en la teología de la liberación; si no existiera esta o san Francisco de Asís, no creería en la Iglesia”
El día a día de Manolo Trillo consistía en dar apoyo al colectivo LGTB, trabajar como educador de calle de drogodependientes y profesionales del sexo y participar activamente en el Comité Ciudadano Anti-Sida. En definitiva, hizo que todas las causas fueran su causa. Se preocupó por drogodependientes, trabajadores sexuales, gitanos, inmigrantes, gais y lesbianas, portadores de VIH y enfermos de sida.  

## Últimos años
En 1993 emprendió un largo viaje que lo llevó por México, Guatemala, Marruecos y Ecuador. En los dos últimos años de su vida se dedicó a organizar diversos movimientos ciudadanos en favor de las personas con VIH/sida en varios de los países latinoamericanos que visitó. Gravemente enfermo, afectado por la enfermedad, su cuerpo no fue capaz de aguantar más y falleció el 13 de febrero de 1998 -a los 38 años de edad- en Bahía de Caráquez (Ecuador), víctima del VIH/sida, junto a Gerardo Gutiérrez Antolín, su fiel compañero y gran amor, además de pintor, dibujante y fotógrafo, de origen asturiano  

## Personalidad
“Soy cristiano y creyente, tenía vocación de cura, pero no de célibe, y resulta que te obligan a ambas cosas en el mismo lote. El hecho de salirme del seminario no me ha hecho cambiar de opinión. (...) Lo único que pasa es que me siento profundamente alejado de la Iglesia tal y como existe hoy, y supongo que ellos de mí. A ello hay que añadir que asumir mi homosexualidad me impedía seguir allí dentro y que a los que yo considero oprimidos y marginados ellos los consideran pecadores y degenerados. (...) Soy cristiano porque creo en la teología de la liberación; si no existiera ésta o San Francisco de Asís, no creería en la Iglesia. (...) Necesito realizar trabajos sociales y preocuparme por mis semejantes. No lo hago como una proyección del sacerdocio, sino como una labor normal y concreta de un cristiano de a pie. (...) Es muy difícil hablar de reinsertar a alguien en una sociedad que no tiene la cara muy limpia. La libertad política puede que haya llegado, pero la libertad sexual no”.
Con estas palabras se definía el propio Manuel Trillo en un artículo para El País. Quedan reflejados sus valores y su filosofía de vida, alejados de estándares sociales y conservadores. 

Es recordado por sus amigos como una persona espontánea, divertida, de fuerte carácter y, sobre todo, luchadora, que nunca se vio frenado por las condiciones que marcaron su vida, ni su discapacidad, ni la discriminación por ser abiertamente gay, ni su condición de VIH positivo:
"Manolo se convirtió en estandarte de una generación, en voz de denuncia y de consuelo, en pionero de otros muchos que vendrían detrás pero que ya se encontraron la puerta abierta y el camino comenzado. Como homosexual fue de los primeros en dar la cara frente a los medios de comunicación. Como persona que vivía con el VIH, fue de las primeras voces en advertir, informar sobre la prevención, denunciar la estigmatización y reivindicar una atención sanitaria y social pública, digna y eficaz. También fue la primera voz que muchos escucharon al otro lado del hilo telefónico cuando llamaron buscando apoyo ya que, durante mucho tiempo, el teléfono del Comité Ciudadano Anti Sida fue el de su propia casa" (Palabras de amigos y colaboradores en el homenaje que le hicieron por el 25 aniversario de la fundación del COGAM)
"Manolo, de niño, no tuvo la oportunidad, por poco, de beneficiarse con la vacuna contra la poliomielitis. Inteligente, educado en la calle, Manolo aprendió a convivir con su minusvalía. A veces la exhibía, alguna vez en algún acto o congreso, molesto o aburrido, ponía la "pata mala" sobre la mesa, era una manera de boicotear a algún conferenciante con quien compartía mesa. Tenía la vocación de llegar, peligrosamente, hasta las últimas consecuencias. Sabía que ponerse en el lugar del otro era imposible. Trataba de convertirse en el otro, nada humano le era ajeno: prostitución, drogas varias, Sida, quería conocer en sí mismo". (Héctor Anabitarte, cofundador del Comité Ciudadano Anti-Sida de Madrid)
"Junto a su militancia en los barrios, como pionero de la lucha anti-sida y en pro de los derechos de todas las minorías (gais, prostitutas, gitanos, inmigrantes), se le debería recordar asimismo como uno de los personajes más divertidos y alucinantes de Madrid. Era una caja de sorpresas permanente y una fuente inagotable de anécdotas disparatadas. Tenía un costado masoca (como el cristiano conflictuado que era) que convivía sin mayores inconvenientes con un vividor de primera". (Ricardo Lorenzo, cofundador del Comité Ciudadano Anti-Sida de Madrid)

## Legado
Con motivo del 25 aniversario de la fundación del COGAM y coincidiendo con el 30 aniversario de la publicación de los primeros casos de sida, en junio de 2011 se le rindió un sentido homenaje como miembro fundador. Entre los actos conmemorativos, se organizó una exposición de las pinturas de su pareja, Gerardo Gutiérrez, en la que quedó al descubierto el lado más íntimo y personas de Manolo.
La Junta Municipal de Distrito Centro del Ayuntamiento de Madrid aprobó en 2015 por unanimidad de todos los grupos políticos (PP, PSOE, IU, UpyD) una propuesta presentada por Jorge Escobar García-Antón, del Grupo Municipal Socialista, para asignar una calle de la ciudad de Madrid a Manuel Trillo, en homenaje a su infatigable lucha por los derechos LGTB, de las personas con VIH/sida y de todos los grupos vulnerables, en general. Dicha propuesta, lamentablemente, no ha terminado de materializarse.